# Mario (Tenor)

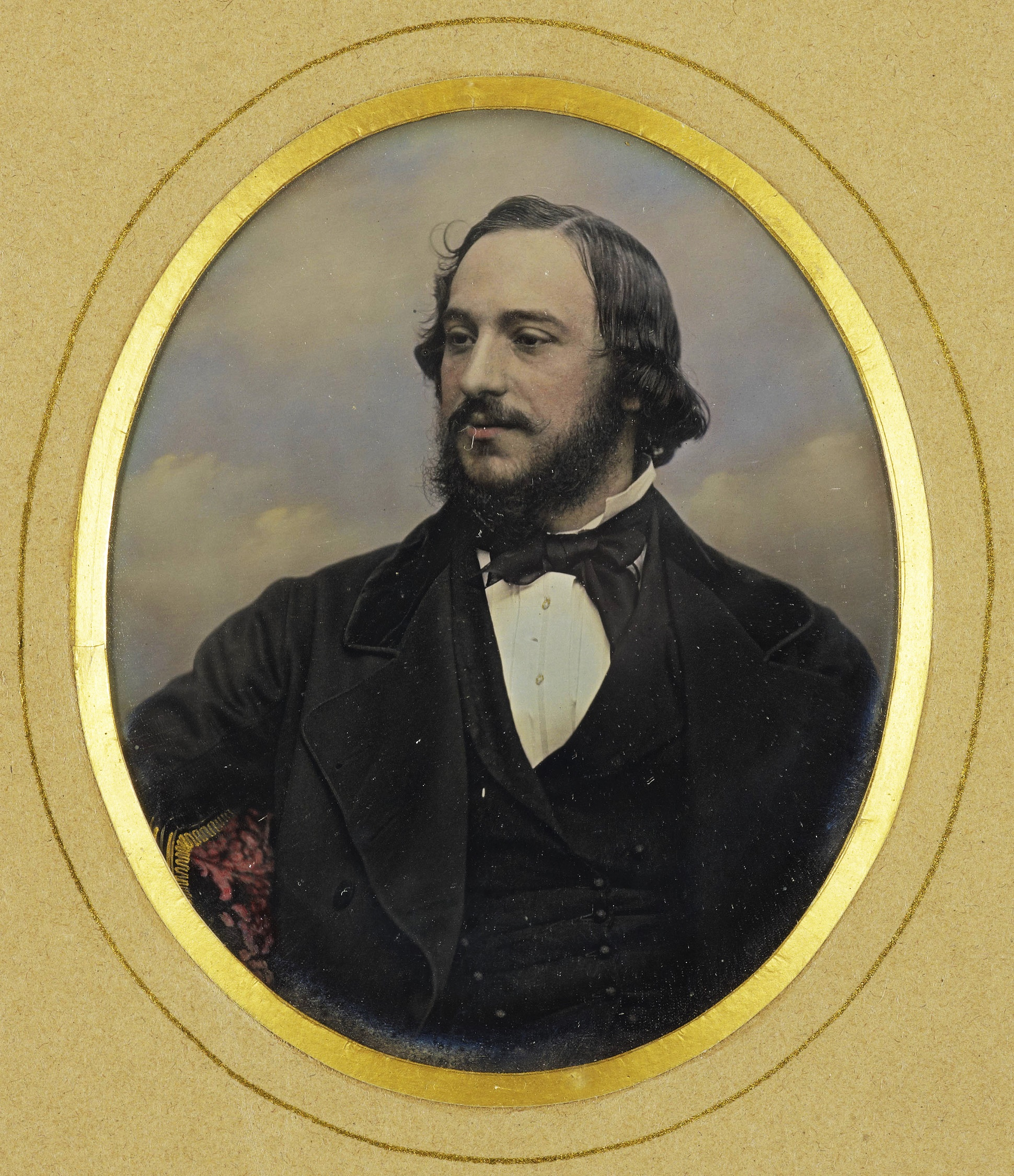
Der Tenor Mario im Jahr 1851

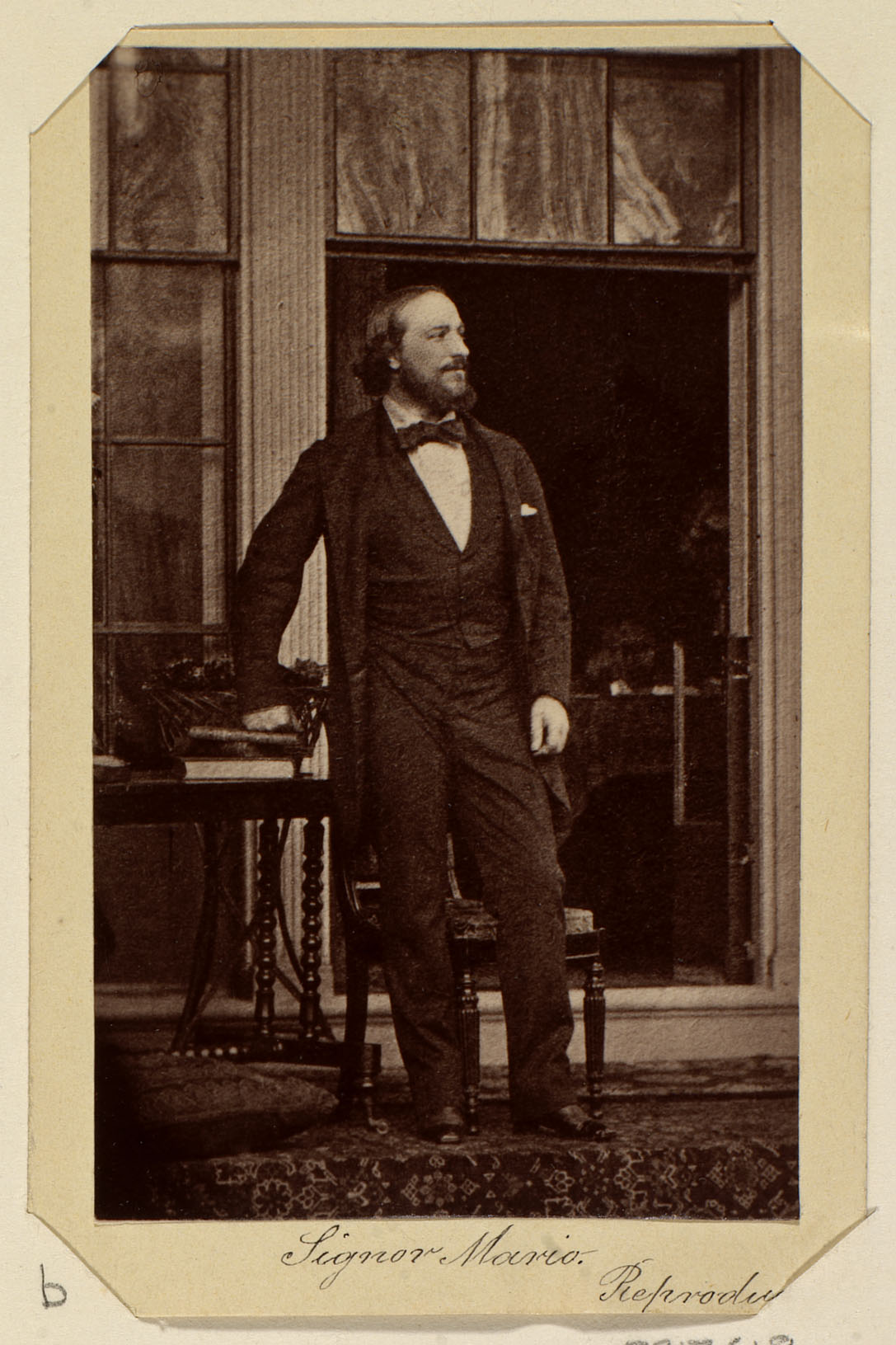
Mario um 1860

Mario (* 17. Oktober 1810 in Cagliari (Sardinien); † 11. Dezember 1883 in Rom) war ein international berühmter italienischer Opernsänger der Stimmlage Tenor. Die Zentren seiner glänzenden Karriere waren Paris und London.
Er stammte aus einer Adelsfamilie und hieß eigentlich Giovanni Matteo de Candia. Da es jedoch zu seiner Zeit für einen Adligen als unschicklich galt, einer Bühnenlaufbahn nachzugehen und aus Rücksicht auf seine Familie – möglicherweise aber auch aus politischen Gründen –, wählte er den Künstlernamen Mario und betrat nie eine Bühne in seinem italienischen Heimatland.

## Leben
Giovanni Matteo de Candia stammte aus einer Adelsfamilie neapolitanischen Ursprungs, die nach Alghero (Sardinien) ausgewandert war, und wurde am 17. Oktober 1810 in Cagliari geboren. Sein Vater Stefano de Candia war Adjutant des Königs von Sardinien, Carlo Felice I, und Gouverneur von Nizza und Novara.
Giovanni Matteo erhielt ab 1822 eine militärische Ausbildung auf dem Militärkolleg von Turin. Er wurde Unterleutnant bei den „sardischen Jägern“ und musste 1829 in Garnison nach Genua, wo er Giuseppe Mazzini und die Brüder Jacopo, Agostino und Giovanni Ruffini kennenlernte. Diese seine politischen Verbindungen zum Giovine Italia („Junges Italien“) – das er später auch finanziell unterstützte – und den Cavalieri della Libertà („Ritter der Freiheit“) brachten ihn jedoch bald in Schwierigkeiten, er musste die Armee verlassen, überwarf sich mit seinem Vater und floh ins Exil nach Paris.
Dort hielt er sich zunächst durch Fecht- und Reitunterricht über Wasser und modellierte Tonstatuetten. Da er eine ungewöhnlich schöne Tenorstimme besaß, begann er außerdem in Pariser Salons Romanzen vorzutragen. Zu seinen frühen Förderern gehörten Fürstin Cristina di Belgioioso, die ihn in die vornehme Gesellschaft einführte, und der Komponist Giacomo Meyerbeer, welcher ihn zu einem Musikstudium am Pariser Conservatoire bewegen konnte, wo er Gesang bei L. A. Ponchard und Marco Bordogni sowie Rezitation bei Michelot studierte.
Schließlich debütierte der mittlerweile bereits 28-jährige De Candia unter dem Pseudonym Mario am 5. (oder am 30. ?) Dezember 1838 an der Pariser Opéra in Meyerbeers Robert le diable; der Komponist hatte für ihn sogar eine neue Arie geschrieben. In derselben Spielzeit sang er außerdem die Titelpartie in Rossinis Le comte Ory. Obwohl einige Kritiker Marios italienischen Akzent im Französischen bemängelten, hatte er sofort Erfolg, sowohl aufgrund seiner vokalen und sängerischen Qualitäten, als auch wegen seiner attraktiven und eleganten Erscheinung und angeborenen Bühnenpräsenz.

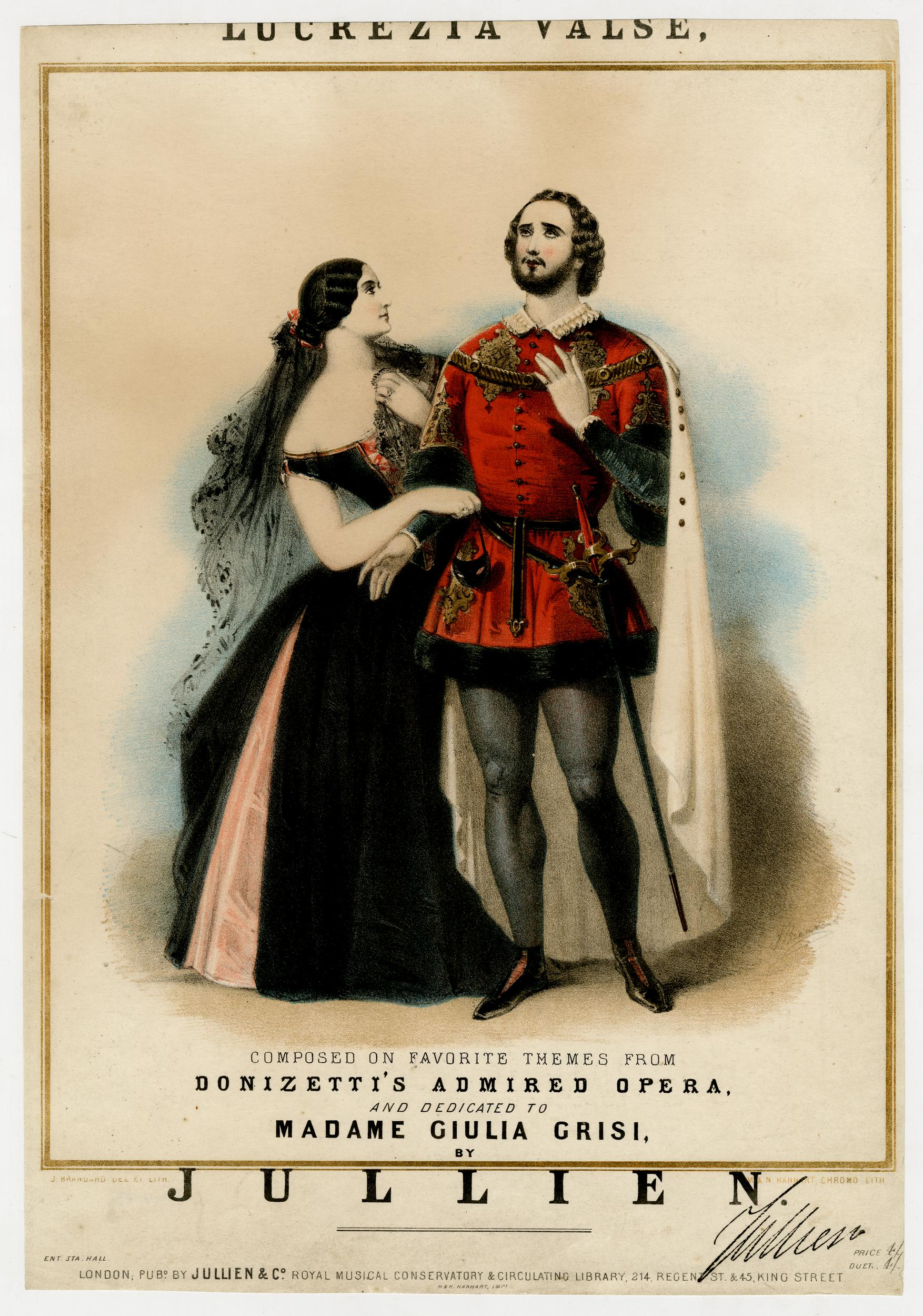
Mario mit Giulia Grisi in Lucrezia Borgia, um 1840

Bereits 1839 wurde er nach London ans Her Majesty’s Theatre berufen, wo er den Gennaro in Donizettis Lucrezia Borgia sang, neben Giulia Grisi, die offenbar die große Liebe seines Lebens wurde und die er 1844 heiratete. Die Grisi und Mario waren auch auf der Bühne mehr als 20 Jahre lang ein geradezu legendäres Bühnenpaar. Weitere Rollen in seiner ersten Londoner Saison waren Nemorino in L’elisir d’amore und Pollione in Bellinis Norma.
Nach seiner Rückkehr nach Paris wechselte er zum Théâtre-Italien, wo er meistens an der Seite von Giulia Grisi die Rollen des ersten Tenors übernahm, zunächst wiederum in L’elisir d’amore (Oktober 1839), sowie in Bellinis Beatrice di Tenda, Donizettis Marin Faliero, sowie in Rossinis Il barbiere di Siviglia (alle 1840–41).
1842 gehörte er zu den Solisten der Uraufführung von Rossinis Stabat Mater, zusammen mit Grisi, Emma Albertazzi und Antonio Tamburini. seit dieser Aufführung fand er bei der Pariser Kritik einhellige Zustimmung.
Am 17. November 1842 sang er in der Pariser Erstaufführung von Donizettis Linda di Chamounix, und Donizetti komponierte für ihn den Part des Ernesto in Don Pasquale, der am 3. Januar 1843 seine Uraufführung erlebte, mit Giulia Grisi, Antonio Tamburini und Luigi Lablache. Zusammen mit diesen drei Sängern und als unbestrittener Nachfolger des gefeierten Rubini nahm Mario bis 1846 eine führende Rolle an den Pariser Bühnen ein. Zu dem breitgefächerten Repertoire, das er in diesen Jahren in Paris und/oder in London sang, gehörten Arturo in I puritani und Elvino in La sonnambula, die Bellini beide für Rubini komponiert hatte, außerdem die Tenor-Hauptrollen in Donizettis Lucia di Lammermoor und Anna Bolena, und in Rossinis Opern Otello, La gazza ladra, L’italiana in Algeri, La Cenerentola und La donna del lago.
In London komponierte Michael Costa für ihn die Titelrolle in Don Carlos (1844). Mario trat außerdem in Cimarosas Il matrimonio segreto, Mozarts Don Giovanni und Così fan tutte, und in Giuseppe Verdis I Lombardi auf.

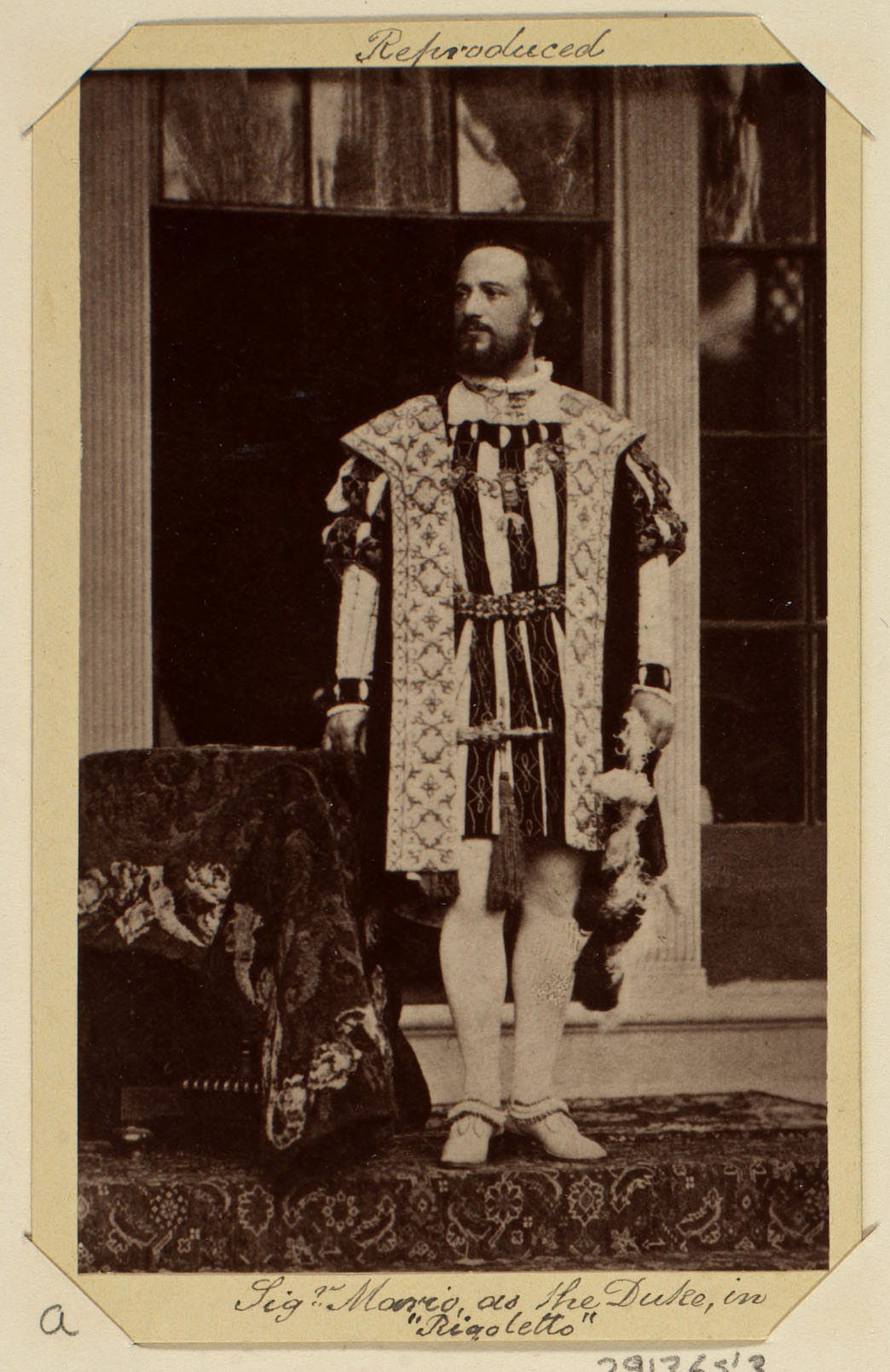
Mario als Herzog in Rigoletto, um 1860

Am Théâtre-Italien hatte Mario einen besonders glänzenden Erfolg als Gualtiero in Bellinis Il Pirata. Am 17. Dezember 1846 in der Pariser Erstaufführung von Verdis I Due Foscari die Partie des Jacopo; bei der Gelegenheit komponierte Verdi für ihn eigens eine neue Cabaletta.
In London wechselten Mario und Giulia Grisi ab 1847 ans Covent Garden Theatre, wo er regelmäßig fast jede Saison bis 1871 auftrat. Er sang dort auch mehrere Partien des französischen Repertoires (anscheinend auf italienisch ?): 1847 in Donizettis La favorite und Meyerbeers Les Huguenots, 1849 in Meyerbeers Le prophète (den er anscheinend mithilfe von Pauline Viardot-Garcia einstudierte) sowie Masaniello in Aubers La muette de Portici und Eléazar in Halévys La juive.
Im Winter 1849 sowie in den Folgejahren bis 1853 ging er nach St. Petersburg (1868–70), wo er unter anderem in I Puritani und Les Huguenots bejubelt wurde. 1853 sang er in der Londoner Erstaufführung des Rigoletto den Herzog, der zu seinen Glanzrollen gehörte. Er fügte seinem Repertoire außerdem die Tenor-Hauptrollen in Verdis La traviata und Il trovatore hinzu, sowie den Lyonel in Flotows Martha. Daneben sang er Mozartrollen, wie Tamino in der Zauberflöte und Don Ottavio in Don Giovanni; er versuchte sich sogar in der Titelpartie des Don Giovanni (einer Bass- bzw. Baritonrolle !), kehrte jedoch schnell wieder zum Don Ottavio zurück.
Am 15. Mai 1858 gehörte Mario zur Starbesetzung von Les Huguenots bei der Wiedereröffnung des Covent Garden Theatre, das 1856 durch einen Brand zerstört worden war.
Neben seiner Tätigkeit in Paris und London ging Mario zusammen mit seiner Frau 1854 eine Amerika-Tournee nach New York, Washington und Boston, u. a. mit Aufführungen von Norma. 1859 und 1864 sang er in Madrid.

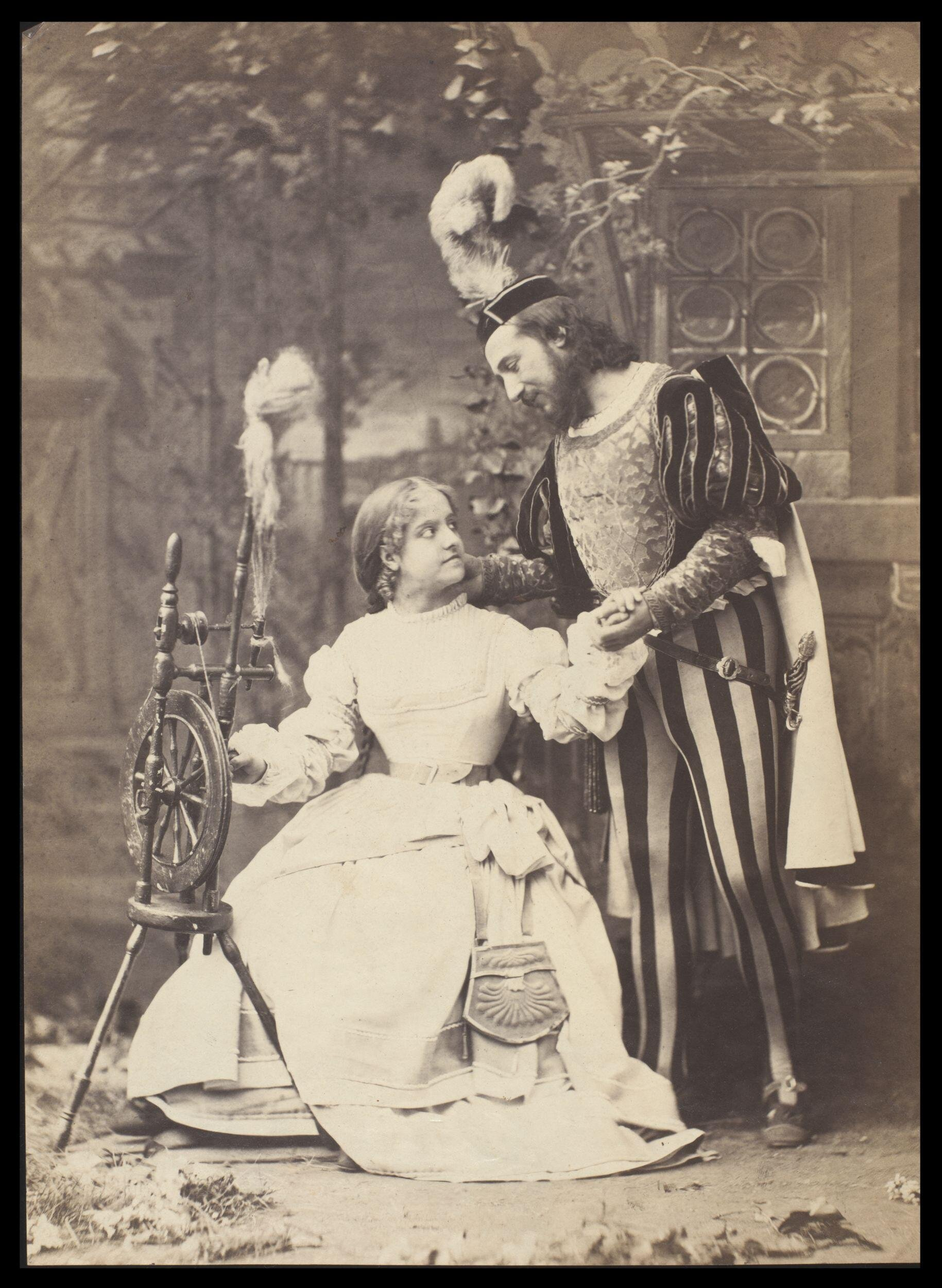
Mario (Faust) und Adelina Patti (Marguerite) in Faust, Covent Garden, Juli 1864

1861 erschien er in der Pariser Erstaufführung von Verdis Un ballo in maschera (1861). Zu seinen späten Rollen gehörten außerdem Gounods Faust und Roméo et Juliette (1867). Nach dem Tode Rossinis sang Mario im November 1868 in Paris in der Gedächtnisaufführung von dessen Stabat Mater (das er in der Uraufführung gesungen hatte).
Von 1868 bis 1870 war Mario wiederum in St. Petersburg, wo er unter anderem als Raoul in Les Huguenots auftrat. Während dieser Zeit hatte er den plötzlichen Tod seiner Frau zu verkraften, die völlig unerwartet während ihrer Reise nach Sankt Petersburg am 29. November 1869 starb.
Seinen Abschied vom Londoner Publikum nahm Mario als Sechzigjähriger – damals für einen Tenor ein ungewöhnlich hohes Alter – mit einer Aufführung von Donizettis La Favorite im Juli 1871. Im darauffolgenden Jahr machte er noch eine letzte sechs-monatige Tournee durch die USA gemeinsam mit Adelina Patti bevor er sich im Februar 1873 definitiv von der Bühne zurückzog.
Mario alias Giovanni Matteo de Candia erfreute sich nicht nur einer großen Popularität beim Publikum, sondern wurde auch bewundert und war befreundet mit Persönlichkeiten der intellektuellen Elite, wie Alessandro Manzoni und Giuseppe Mazzini, sowie George Sand, Alfred de Musset, Heinrich Heine, Honoré de Balzac und Alexandre Dumas.
Seine letzten Lebensjahre verbrachte er in Rom, wo der einstige Gesangsstar in Armut versunken sein soll, als Souffleur in einem Theater arbeitete und kleine Stellen in römischen Museen annahm. Um ihm zu helfen organisierten seine Freunde in London 1880 ein Benefizkonzert zu seinen Gunsten.
Er starb am 11. Dezember 1883 in Rom.

## Stimme  und Gesang
Mario war ein hoher romantischer Tenor in einer Zeit des stilistischen Übergangs vom sensibel verfeinerten und virtuosen Gesang des späten 18. und frühen 19. Jahrhunderts zum virileren und „realistischeren“ canto di forza in der Nachfolge von Gilbert Duprez. Mario galt zunächst als direkter Nachfolger von Giovanni Battista Rubini, dessen Rollen er am Théâtre Italien übernahm, und im französischen Repertoire auch von Adolphe Nourrit und Duprez. Seine Stimme reichte vom c bis zum zweigestrichenen f, wobei er, wie damals üblich, die höchsten Noten im sogenannten falsettone sang. Seine Stimme soll von ungewöhnlicher Schönheit und Süße gewesen sein und muss auch Beweglichkeit und Koloraturfähigkeit besessen haben angesichts seines Repertoires, das neben Bellini, Donizetti, Meyerbeer und Mozart mehrere Partien von Rossini umfasste – darunter den Grafen Almaviva (im Barbiere di Siviglia), den er allein in London in 30 Jahren über 100 Mal sang. Obwohl er bei seinem Debüt und seinen frühen Auftritten noch nicht ganz ausgereift gewesen sein soll, ist in der Literatur von verfeinerter Musikalität („raffinata musicalità“) und exzellenter Phrasierungskunst („l'eccellente fraseggio“) die Rede. Er wurde außerdem für seine schauspielerischen Fähigkeiten und sein subtiles Einfühlungsvermögen in seine Rollen gelobt. Später sang er daneben auch dramatischer angelegte Partien, vor allem von Verdi.
Er übte auf das Publikum eine Faszination aus, zu der sicher auch seine elegante Bühnenerscheinung beitrug. In London sah man in ihm „den vollkommensten Bühnenliebhaber, den man je gesehen hat“ („the most perfect stage-lover ever seen“).
Die vielen anspruchsvollen und auch sehr unterschiedlichen Rollen, die er sich oft kurz nacheinander zumutete, führten ab etwa 1859–60 (in Madrid) nach und nach zu einem Verfall seiner stimmlichen Mittel. Trotzdem setzte er seine Karriere fort, obwohl in den 1860er Jahren, als er bereits über 50 war, kritische Stimmen lauter wurden, unter anderem von Arrigo Boito.

## Rollen für Mario
Die Zahl der ausdrücklich für Mario komponierten Partien ist naturgemäß sehr klein, da die meisten italienischen Opern ihre Uraufführung in Italien erlebten und nicht an seinen Hauptwirkungsstätten Paris oder London. Folgende Partien wurden für Marios Stimme komponiert bzw. von ihm in der Uraufführung gesungen:
- Tenorpartie im Stabat Mater von Giocchino Rossini (Paris, 1842)
- Ernesto in Don Pasquale von Gaetano Donizetti (Paris, 1843)
- Titelrolle in Don Carlos von Sir Michael Costa (London, 1844)
- Titelrolle in Sardanapale von Jules Alary (Sankt Petersburg, 1852)[10]
- Lodovico Martelli in L’assedio di Firenze von Giovanni Bottesini (Paris, 1856)[11]

Außerdem zusätzliche Arien:
- für Robert in Robert le diable von Giacomo Meyerbeer (Paris, 1838)
- (Arie, Duett und Arioso) für Gennaro in Lucrezia Borgia von Gaetano Donizetti (Paris, 1840)[12]
- (Cabaletta) für Jacopo in I due Foscari von Giuseppe Verdi (Paris, 1844)